# Кім Бо Гьон
Кім Бо Гьон  (кор. 김 보경, 6 жовтня 1989) — південнокорейський футболіст, олімпійський медаліст.

## Титули і досягнення
- Бронзовий призер Азійських ігор: 2010
- Бронзовий призер Кубка Азії: 2011
- Переможець Кубка Східної Азії: 2019

### Виступи на Олімпіадах
| Олімпіада   | Дисципліна | Місце |
| ----------- | ---------- | ----- |
| Лондон 2012 | футбол     | 3     |